# Marcel Sandoz
Pour l’article homonyme, voir Sandoz (homonymie).
Marcel Sandoz, né le 14 mai 1943 à Wald (originaire du Locle), est une personnalité politique suisse du canton de Vaud, membre du Parti radical-démocratique. Il est conseiller national de 1995 à 2003.

## Biographie.
Marcel Sandoz naît le 14 mai 1943 à Wald, dans le canton de Zurich. Il est originaire du Locle, dans le canton de Neuchâtel. Son père est cuisinier et professeur à l'École hôtelière de Lausanne. Sa famille s'établit dans le canton de Vaud alors qu'il est âgé de treize ans. Il effectue un apprentissage d'agriculteur dans l'Emmental, puis obtient un baccalauréat. Il étudie ensuite l'agronomie à l'École polytechnique fédérale de Zurich et y obtient son diplôme d'ingénieur en 1968. En 1969, il est nommé directeur du service de vulgarisation agricole du canton de Vaud. En 1976, il devient fermier de l'Institut de Lavigny,. En 1988, il accède à la vice-présidence de la Chambre vaudoise d'agriculture. En mars 1991, il devient directeur des Laiteries réunies de Genève.
En 1988, il entre au comité directeur de l'Union suisse des paysans (USP). En février 1992, il est élu président de cette organisation au troisième tour de scrutin, avec 342 voix contre 222 au conseiller national lucernois Karl Tschuppert. Il succède ainsi au démocrate-chrétien fribourgeois Jean Savary. À ce titre, il soutient l'entrée de la Suisse dans l'Espace économique européen, qui est refusée par le peuple, mais s'oppose à la ratification de l'Accord général sur les tarifs douaniers et le commerce. Il conserve la présidence de l'USP jusqu'en 2000.
Il est marié et père d'un enfant.

## Parcours politique
Marcel Sandoz siège au Conseil communal de Lavigny de 1978 à 1981, puis à la Municipalité de 1981 à 1989.
Il siège au Conseil national de 1995 à 2003 et fait partie de la Commission des finances,. Lors de son élection en 1995, il est le seul agriculteur vaudois élu aux Chambres fédérales. Son élection met également un terme à une exception, puisqu'il est jusque-là le premier président de l'USP à ne pas être élu au niveau national. En 2003, il renonce à briguer un troisième mandat.